# Kloster Jasov

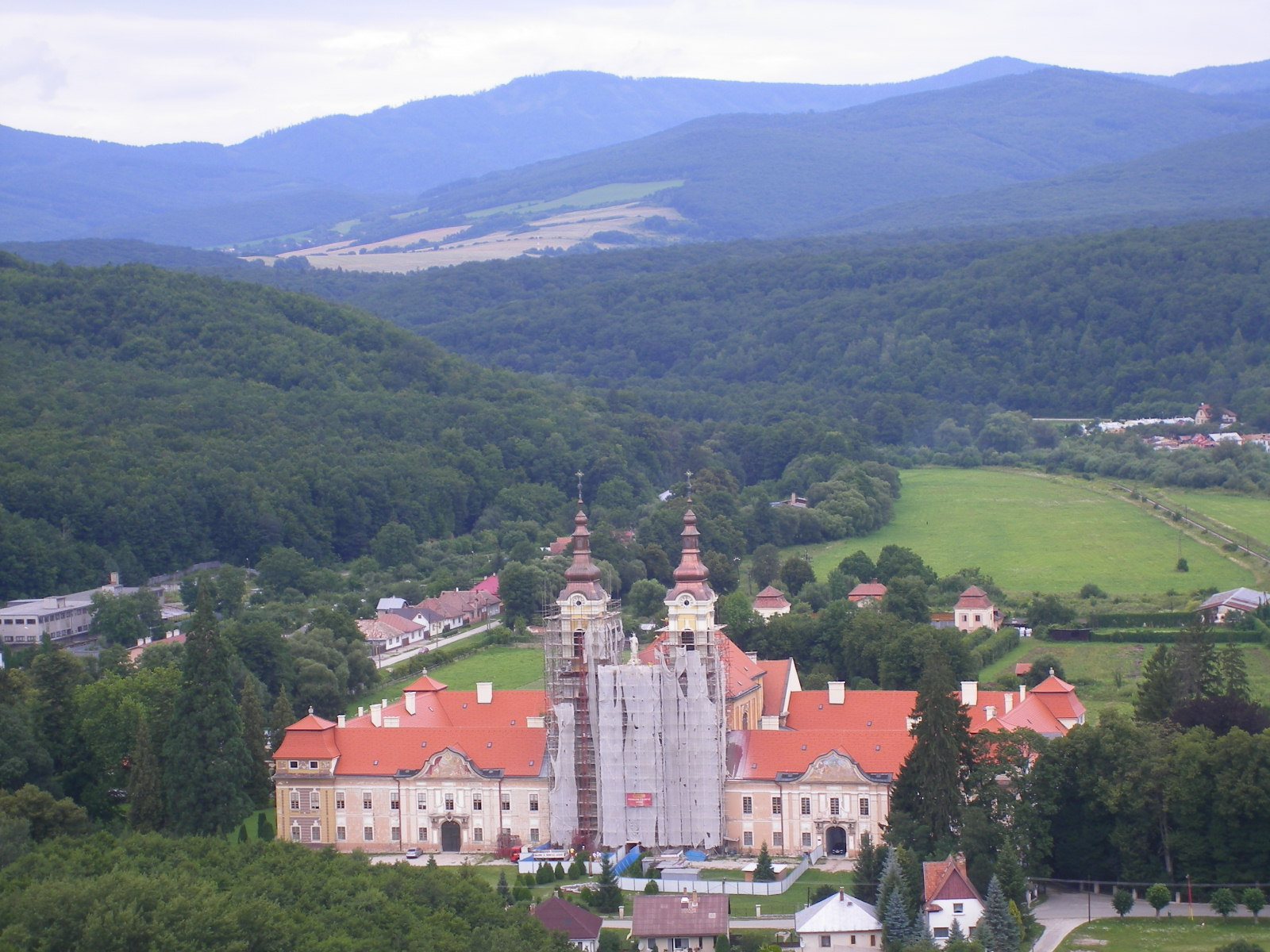
Blick auf die Klosteranlage der Abtei Jasov

Das Kloster Jasov (lateinisch: Abbatia Jasoviensis; ungarisch Kolostor Jászó, deutsch Kloster Jossau) ist eine Prämonstratenserabtei in Jasov im Osten der Slowakei in einer Landschaft, die auch stark von einer deutschsprachigen und ungarischen Minderheit geprägt wurde.

## Lage
Die Abtei liegt etwa 30 km östlich von Rožňava und etwa 20 km westlich von Košice an der Bodva. Das Dorf Jasov liegt weiter ostwärts jenseits des Flusses, unmittelbar an das Kloster grenzt der heutige Ortsteil Jasovský Podzámok, welcher bis 1960 selbstständig war.

## Geschichte
Das Kloster Jasov wurde um 1170 als selbständige Kanonie des Ordens der Prämonstratenser-Chorherren im Range einer Propstei gegründet. Bereits während des Tatareneinfalls 1241/42 wurden die Klostergebäude verwüstet. Nach dem Wiederaufbau gewann Jasov an Bedeutung, spielte im 15. Jahrhundert eine gewichtige Rolle in Ungarn und erwarb zahlreiche Privilegien. Während der Hussitenkriege wurde es besetzt und bekam in dieser Zeit eine Befestigungsanlage. Nach der Schlacht bei Mohács (1526) und unter dem Eindruck der Reformation wurde das Kloster verlassen und geriet in Verfall. Im Jahre 1697 wurden die Klöster in Jasov und Leles dem Stift Pernegg geschenkt; dieses verkaufte die Häuser aber bereits 1711 an das Stift Klosterbruck. Unter dem Propst und späteren Abt Andreas Sauberer gelangte das Kloster in den Jahren 1745 bis 1779 zu neuer Blüte. Es wurden große Summen in den spätbarocken Neubau der Gebäude gesteckt. 1768 wurde Jasov von Klosterbruck unabhängig.
1774 wurde die Propstei zur Abtei erhoben, allerdings wurde das Kloster bereits 1787 durch Kaiser Joseph II. aufgehoben. 1792 beschädigte ein Brand die Fresken von Johann Lucas Kracker. Im Jahre 1802 erfolgte die Wiederbesiedlung des Klosters Jasov. Die Prämonstratenser betreuten nun eine Reihe von Gymnasien und bemühten sich um die Wiederherstellung des Bibliotheksbestandes. Im Jahre 1846 wurde die Jasovská jaskyňa durch Abt A. Richter OPraem erstmals zugänglich gemacht. Von 1894 bis 1897 wurden die Fresken von Kracker restauriert und eine Renovierung und Erweiterung der Bibliothek durchgeführt. Als Jasov nach dem Ersten Weltkrieg an die Tschechoslowakei fiel, begann ein erneuter Niedergang des Klosters; die betreuten Gymnasien wurden verstaatlicht. Am 7. Juni 1922 erhob Papst Pius XI. die Abtei zur Territorialabtei, was aber nie umgesetzt wurde. 1923 erfolgte die Gründung einer Niederlassung in Gödöllö bei Budapest, wohin sogar von 1927 bis 1939 die Leitung des Klosters verlegt wurde. 1950 hoben die Kommunisten das Kloster auf, die Konventualen wurden interniert und das Vermögen beschlagnahmt. 1989/90 gelang die Wiedererrichtung und seit 1991 sind die Gebäude wieder im Besitz der Prämonstratenser von Jasov.

## Architektur
Das romanische Kloster wurde während der Tatareninvasion 1241/42 zerstört. Das bald darauf im gotischen Stil wiederaufgebaute Kloster wurde in der ersten Hälfte des 15. Jahrhunderts (1421 bis 1436) befestigt. In der ersten Hälfte des 18. Jahrhunderts wurde die Anlage grundlegend im spätbarocken Stil umgebaut und neu konzipiert. Es gilt als das wichtigste Bauwerk des Spätbarocks in der Ostslowakei und wurde nach Plänen des Wiener Architekten Franz Anton Pilgram errichtet. Das Kloster besitzt einen in der Slowakei einzigartigen Barockgarten. Seit 1970 ist das Kloster ein nationales Kulturdenkmal.

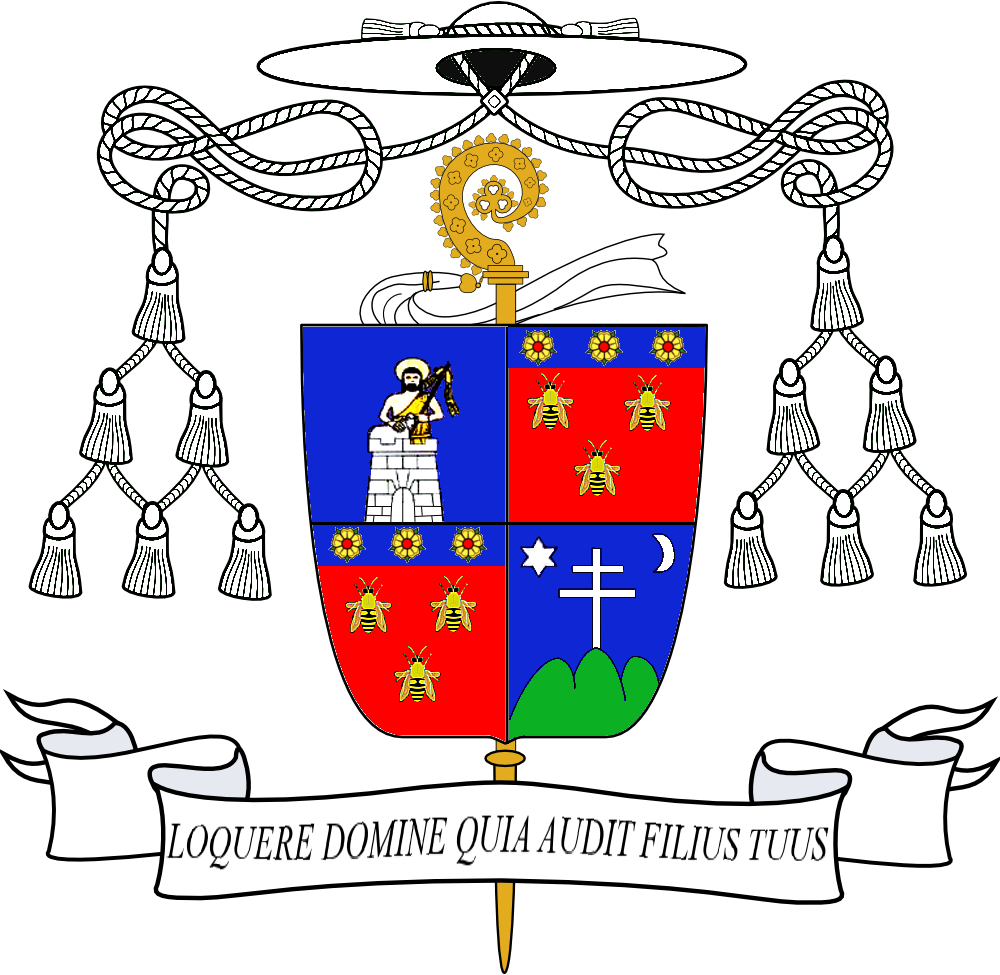
Wappen des Abtes Ambrosius Martin Štrbák OPraem von Jasov

## Sonstiges
Der gegenwärtige Abt ist Dr. Ambróz Martin Štrbák O. Praem.